# Joseph-Nicolas Delisle
Pour les articles homonymes, voir Delisle.
Joseph-Nicolas Delisle, dit Delisle le cadet ou le jeune, né le 4 avril 1688 et mort le 11 septembre 1768 à Paris, est un astronome et cartographe français.

## Biographie
C'est l'un des onze fils de l’historien Claude Delisle. Comme beaucoup de ses frères, et notamment Guillaume Delisle, il entreprend des études classiques, mais il s'oriente rapidement vers l'astronomie sous la direction de Jacques Cassini. En 1714, il entre à l'Académie des sciences comme étudiant de Giacomo Filippo Maraldi. Devenu adjoint, puis associé astronome à l'Académie en 1716 et 1719, professeur au Collège de France en 1718 et membre de l’Académie de Rouen, il a eu pour élèves Jean-Paul Grandjean de Fouchy, Joseph Jérôme Lefrançois de Lalande et Charles Messier, et rencontre Halley et Newton en personne.
Bien que bon scientifique et membre d'une famille aisée, il ne dispose pas de grands moyens. En 1710, il obtient l'autorisation de s'installer sous le dôme du palais du Luxembourg et peu à peu y établit un petit observatoire. Forcé de quitter ce lieu en 1715, il se déplace ensuite dans un petit logement de l'Hôtel de Taranne dans l'appartement autrefois occupé par l'astronome Louville.
Sa vie change radicalement lorsqu'il est appelé par le tsar de Russie Pierre le Grand à Saint-Pétersbourg en 1725 pour fonder et diriger une école d'astronomie à l'Académie des sciences de Russie, où il appelle, en 1726, son frère Louis. Il fonde l'observatoire de Saint-Pétersbourg. Il y devient relativement riche et célèbre, à tel point que lorsqu'il revient à Paris en 1747, il reçoit le titre d'astronome et peut créer son propre observatoire à l'hôtel de Cluny ; cet observatoire sera plus tard rendu célèbre par Charles Messier.
Delisle montra notamment que les arcs-en-ciel sont causés par la séparation de la lumière du soleil par les gouttes d'eau. Il travailla également sur le calcul de la distance de la Terre au Soleil et observa le transit de Mercure et le transit de Vénus. Il est connu surtout pour une échelle de température, inventée en 1732, l'échelle Delisle, qui sera utilisée en Russie pendant presque un demi siècle.
Il réalise des observations météorologiques à Saint-Pétersbourg de 1727 à 1747 qui ont été utilisées par le Père Cotte dans son traité de météorologie. 
En 1748, accusé par la Russie qui le soupçonne depuis longtemps, d'être un espion, il doit quitter le pays. 
Il poursuit à Paris jusqu'en 1760 et utilise plusieurs thermomètres à mercure et à esprit de vin afin de pouvoir faire des inter-comparaisons entre les instruments. Ces données sont conservées à l'Observatoire de Paris.
Il est mort octogénaire, pauvre et oublié.
Il était membre de la Royal Society de Londres (depuis 1724), de l'Académie des sciences de Russie (depuis 1747) et membre étranger de l'Académie royale des sciences de Suède (depuis 1749).

## Voyage en Sibérie

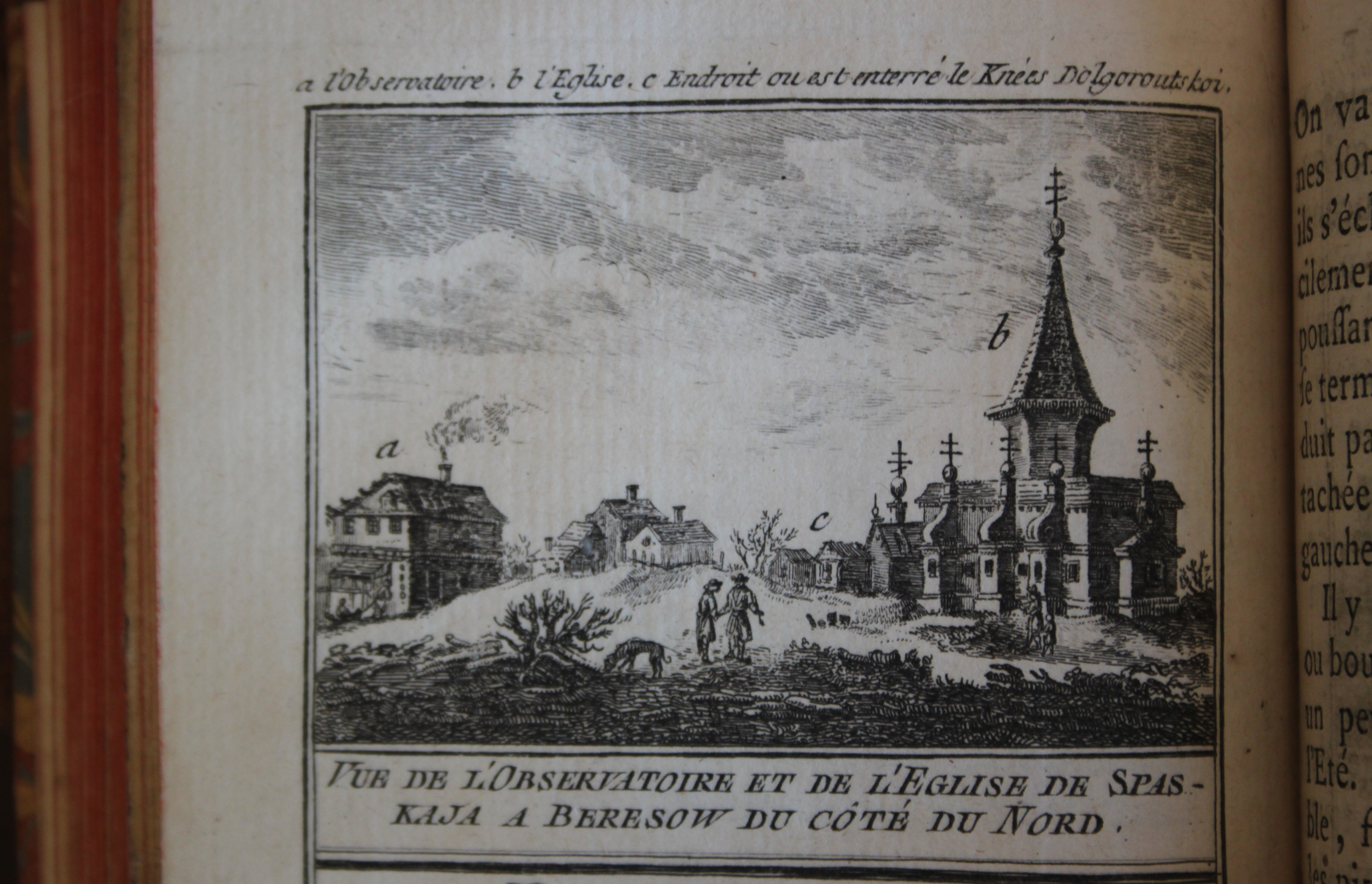
Vue de l'Observatoire établi par Delisle et de l'Eglise de Spaskaja à Beriozovo.

En 1740, Delisle entreprit une expédition en Sibérie dans le but d'observer depuis Beriozovo le transit de Mercure à travers le soleil. Un compte rendu de l'expédition se trouve dans le tome 72 de L'Histoire générale des voyages (1768). Parti de Saint-Petersburg, le 28 février 1740, Delisle et son parti sont arrivés à Beriozovo, sur la rive de l’Ob, le 9 avril, après avoir voyagé via Moscou, la Volga et Tioumen. Le 22 avril, date du transit de Mercure, le Soleil était cependant obscurci par les nuages, et Delisle n'a donc pu effectuer aucune observation astronomique:118. Delisle est rentré à Saint-Pétersbourg, le 29 décembre 1740, après avoir séjourné à Tobolsk et à Moscou en route.

### Observations scientifiques non astronomiques
Tout au long de l'expédition, Delisle a enregistré de nombreuses observations ornithologiques, botaniques, zoologiques (par exemple, le castor sibérien:120, géographiques et autres observations scientifiques. Dans « Extrait d'un voyage fait en 1740 à Beresow en Sibérie » publié dans l’Histoire générale des voyages, les observations ethnographiques de Delisle sur les peuples autochtones qu'il a rencontrés (Votyaks:90-91, Ostiaks:103-104, 106-108, 113, 141, Tartares:148-151, p. 166-168, Vogouls:172-173 et Tchouvaches:198-203 contiennent des détails sur leurs croyances religieuses, leurs coutumes matrimoniales, leurs moyens de subsistance, leur alimentation et leur costume. Il semble que Delisle ait même prévu d'écrire une étude générale sur les peuples de Sibérie. Dans les articles non publiés de Delisle, il y a un document intitulé « Ordre des informations à faire sur chaque nation différente », qui donne un aperçu structuré des données ethnographiques à collecter pour chaque nation sibérienne particulière : son histoire, sa zone géographique, ses relations avec les autres pouvoirs en place, le système de gouvernement, la religion (par exemple, la croyance en Dieu, le diable, la vie après la mort), la connaissance des arts et des sciences, les caractéristiques physiques, le costume, les occupations, les outils, les mœurs, les habitations et la langue.

### Cabinet de curiosités
Le 30 juin 1740, Delisle a visité un monastère à Tobolsk où, en plus des manuscrits russes et vieux-slaves, on lui a montré une défense de mammouth et d’autres ossements « d’une grandeur extraordinaire:156-7 ». L'abbé raconta à Delisle que l'année précédente, un marchand sibérien du nom de Fugla, déjà célèbre pour sa force prodigieuse (il avait combattu et tué un ours à mains nues), ajouta encore à sa renommée quand il a trouvé près de Ienisseïsk une tête de mammouth intacte « d’une grosseur étonnante. » Delisle lui-même était un collectionneur infatigable et lors de son expédition en Sibérie, il saisit chaque occasion pour compléter son cabinet de curiosités, rapportant avec lui non seulement des copies de manuscrits et d’ossements de mammouths comme ceux qu’il avait observés à Tobolsk, mais également des « objets hétéroclites », « qui comprenaient des éléments du costume ostiak, un carquois samoyède, un seau d'écorce, des pierres rares et de la porcelaine de Tobolsk:516-8.

## Correspondance
Acquise par l’État français dans les années 1750, la riche correspondance de Delisle est aujourd'hui séparée entre plusieurs lieux de conservation.
Les lettres conservées à l'Observatoire de Paris (tomes I, II, VIII à XII et le supplément aux tomes XIV et XV) ont fait l'objet d'une campagne de numérisation. Voir les catalogues:
- Alidade (https://alidade.obspm.fr/ead.html?id=FR751142302-DELI00001)
- Calames (http://www.calames.abes.fr/pub/ms/FileId-1736)
- Fiche RHPST (Huma-num).

Un certain nombre de lettres volées à l'Observatoire par Guglielmo Libri dans les années 1830s ont été plus tard acquises par à la Bibliothèque nationale de France (volume numérisé).
Une dernière partie de la correspondance se trouve aux Archives nationales dans les fonds du service hydrographique de la Marine (voir catalogue).

## Cartes

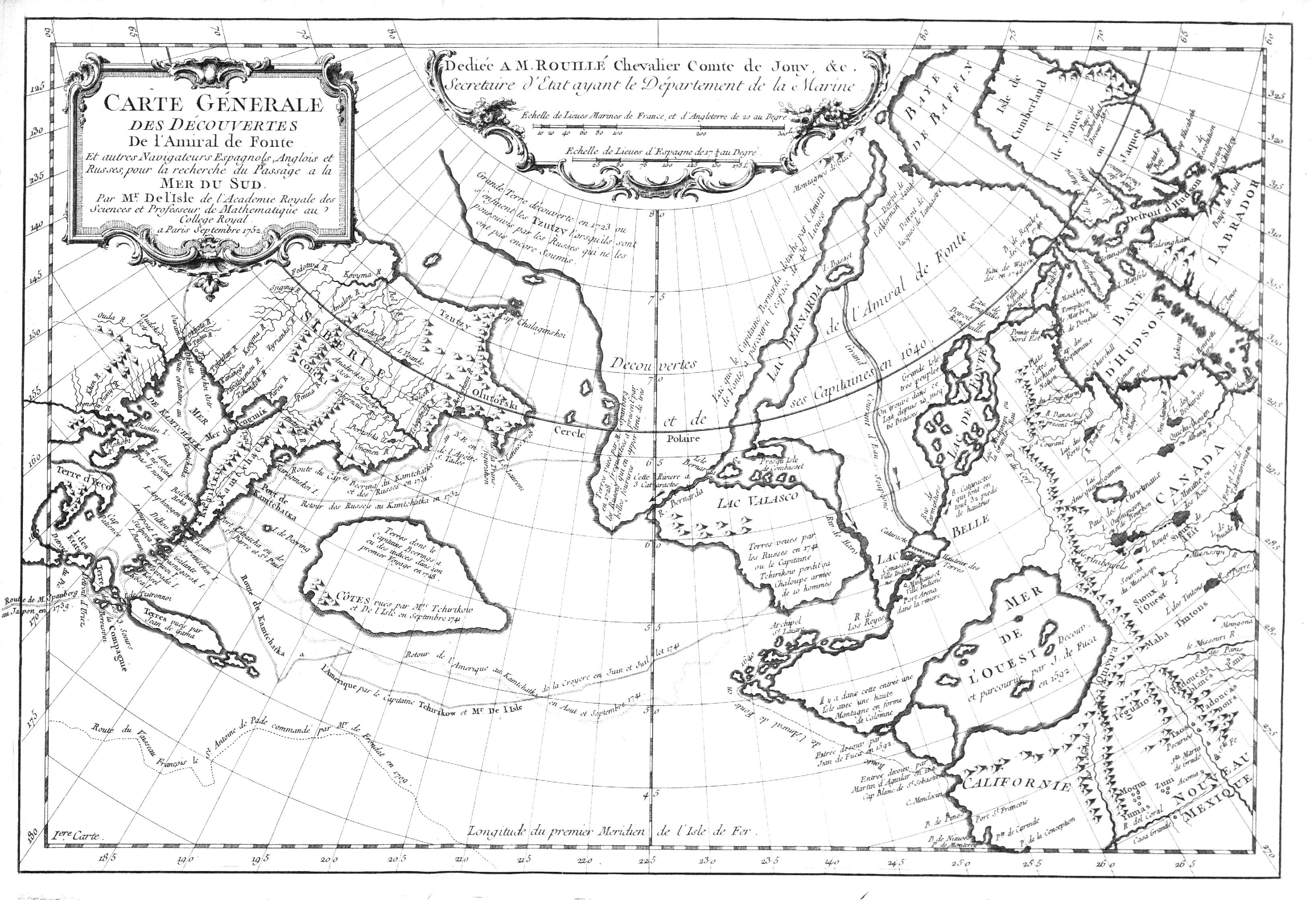
Carte générale des découvertes de l'amiral de Fonte
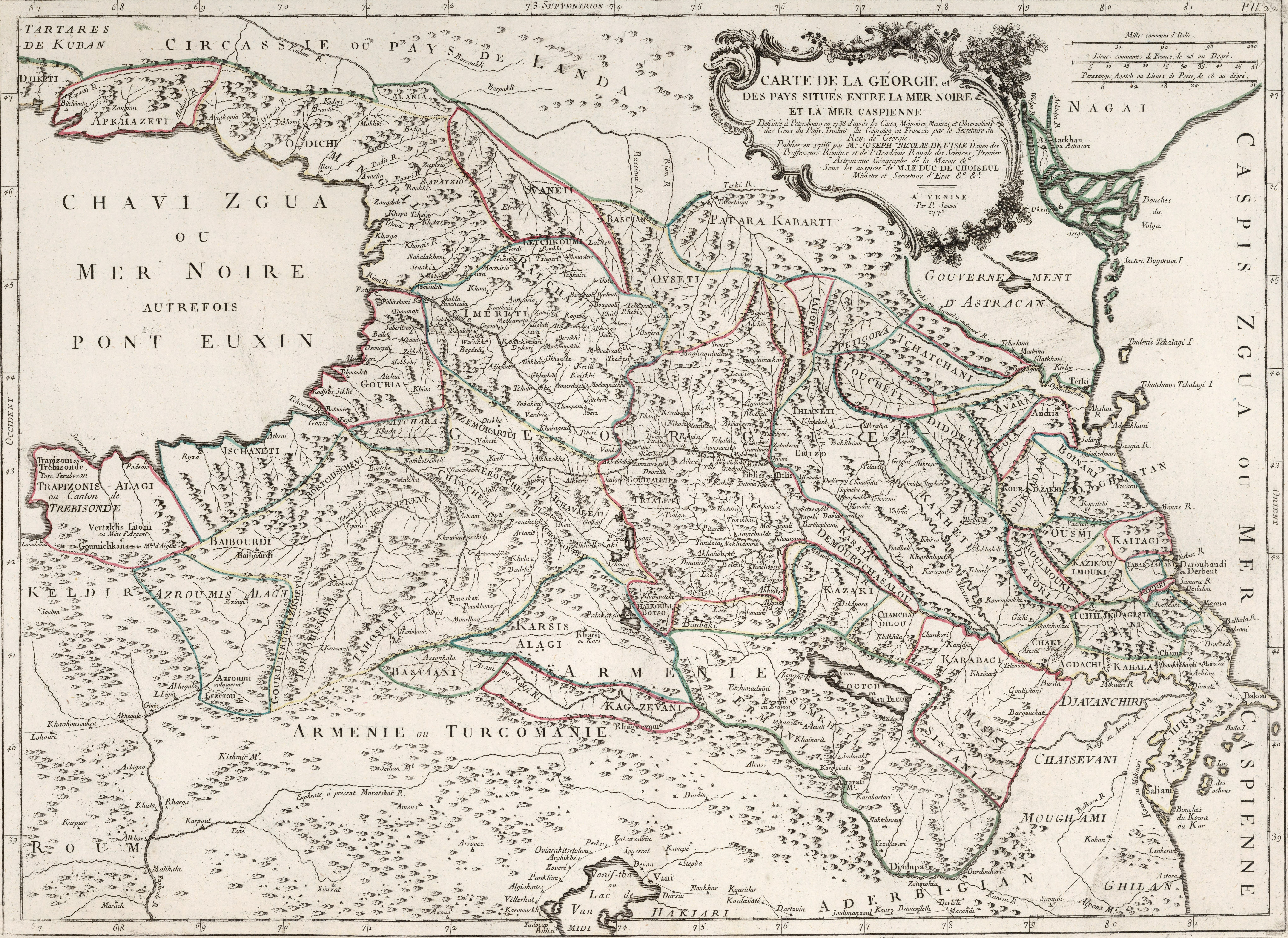
Carte du Caucase, 1775
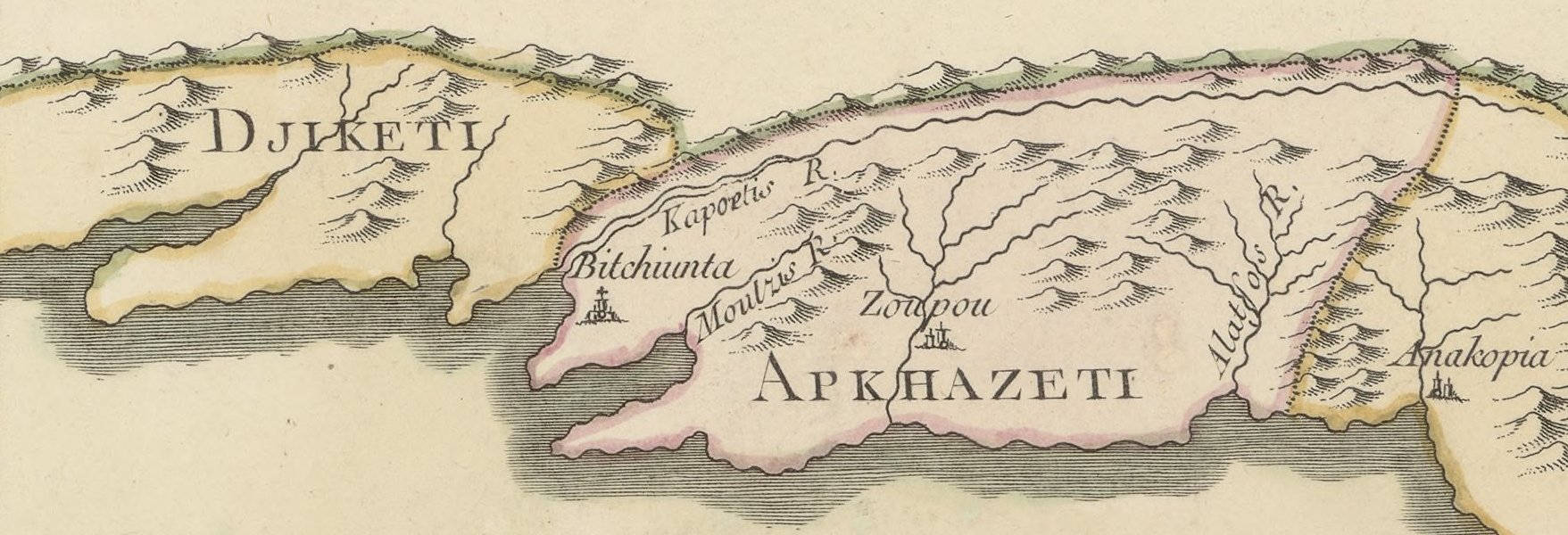
Carte de la Géorgie et de l'Arménie, 1766

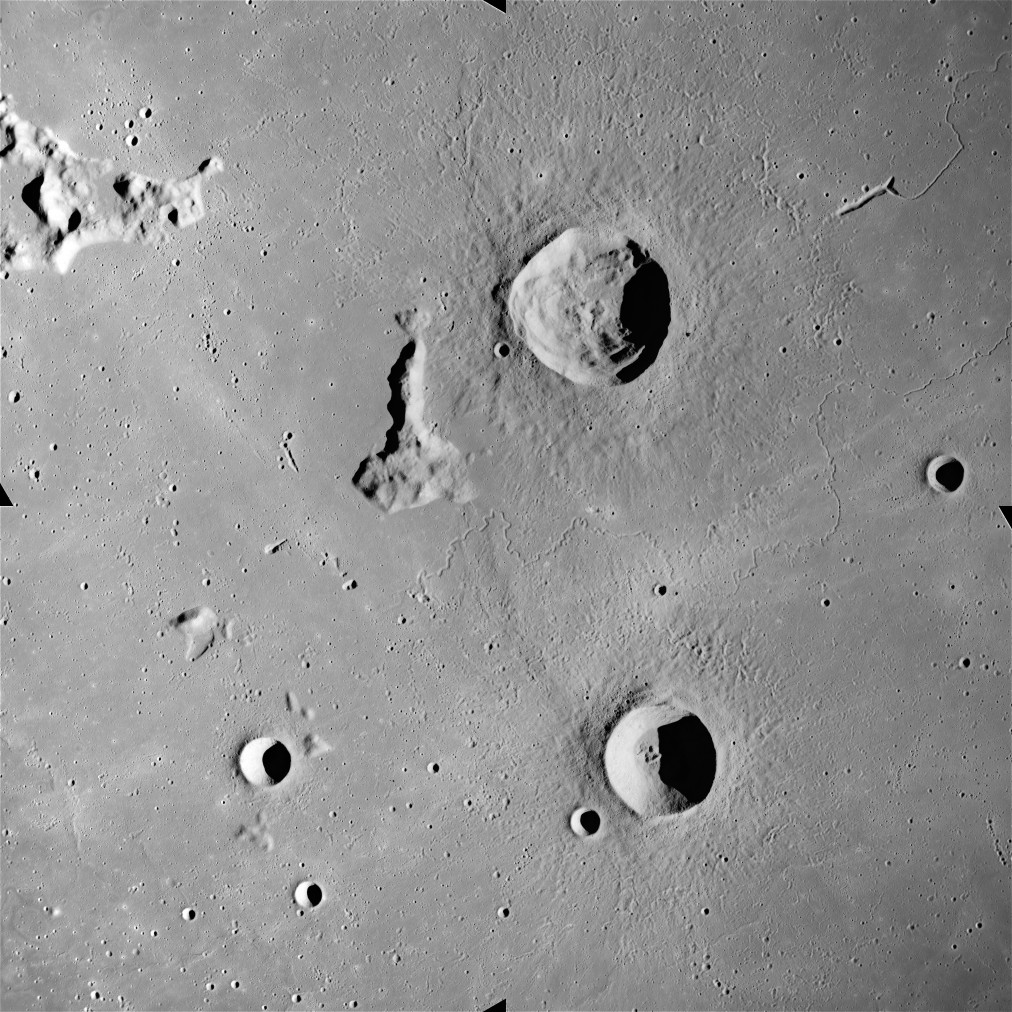
Cratère Delisle, photo d'Apollo 15

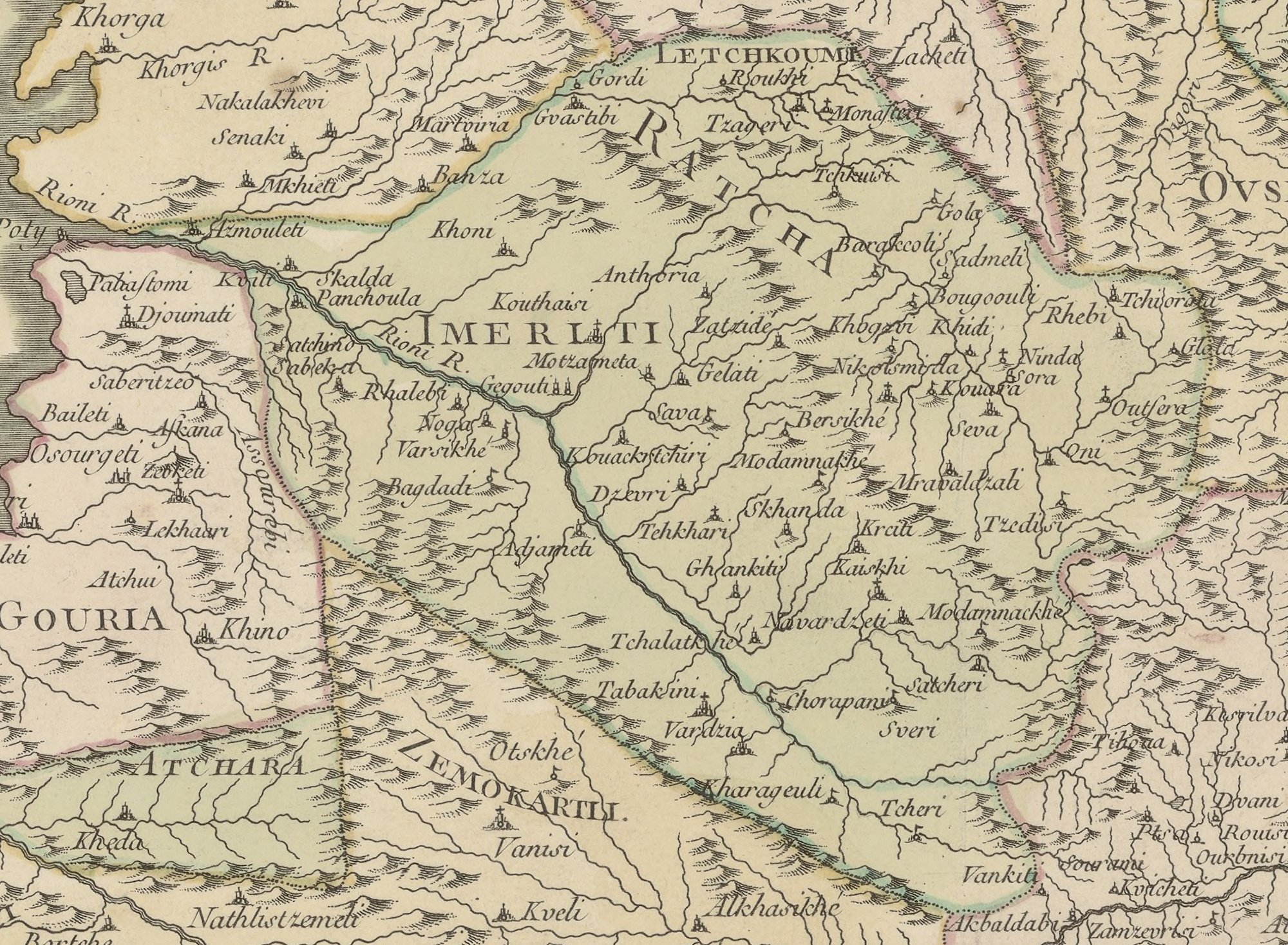
Carte de la Géorgie et de l'Arménie, 1766
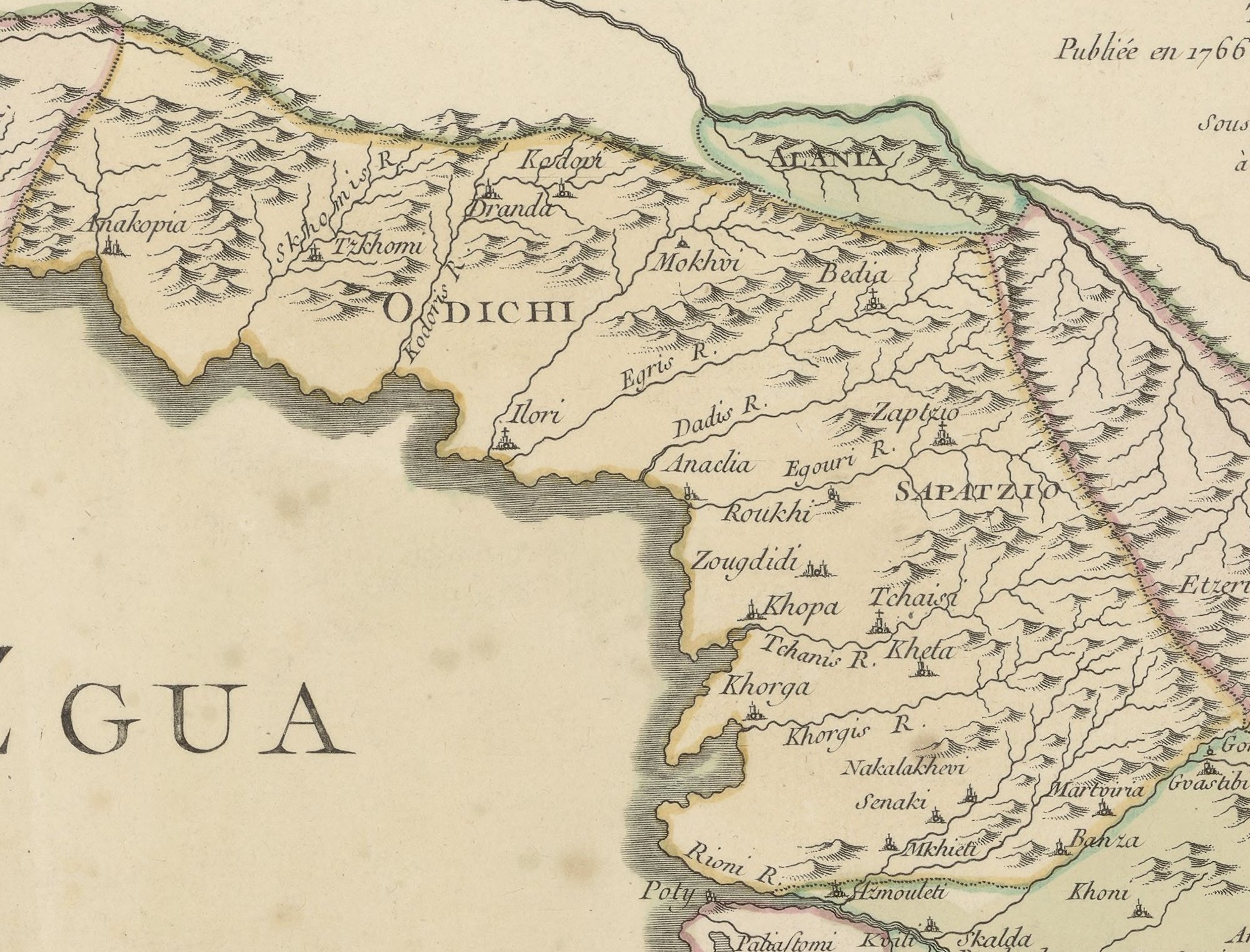
Carte de la Géorgie et de l'Arménie, 1766

## Éponymie
- Le cratère lunaire Delisle a été baptisé en son honneur en 1935.
- Sur la Lune aussi, le mons Delisle.
- L'astéroïde (12742) Delisle, découvert par Eric Walter Elst, lui rend aussi hommage.

## Publications

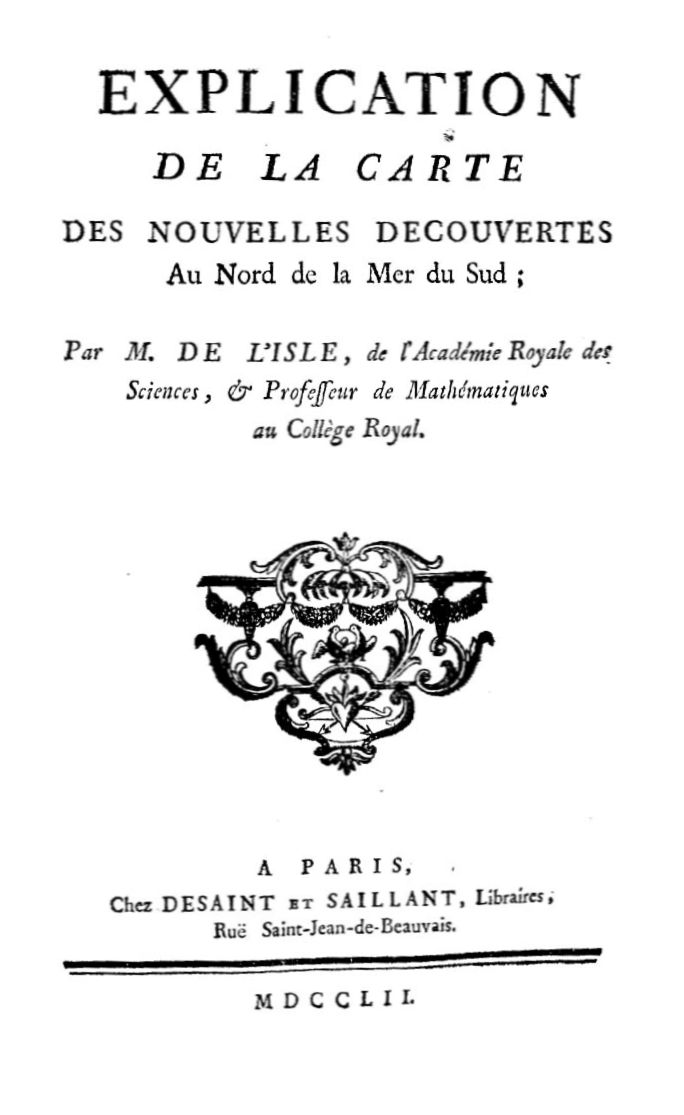
Explication de la carte des nouvelles decouvertes au nord de la mer du Sud, 1752

- Jean-Nicolas Delisle, « Observation du passage de Mercure sur le Soleil », Mémoires de l’Académie Royale des Sciences,‎ 1715, p. 166 (lire en ligne, consulté le 18 juin 2020)Transit de Mercure du 9 novembre 1723. Signé « Delisle le cadet ».
- Jean-Nicolas Delisle, Discours lu dans l'assemblée publique de l'Académie des sciences, le 2 mars 1728, Saint-Pétersbourg, 1728 (lire en ligne).
- Jean-Nicolas Delisle, Lettres [...] sur les tables astronomiques de M. Halley, Paris, Quillau, 1749-1750 (lire en ligne).
- Jean-Nicolas Delisle, Explication de la carte des nouvelles découvertes au nord de la mer du Sud, Paris, Desaint & Saillant, 1752 (lire en ligne). Voir aussi au Musée Galilée
- Jean-Nicolas Delisle, Mémoire sur la carte de l'ancienne Palestine ou de la Terre sainte : Par M. de L'Isle, Paris, chez l'auteur, 1763 (lire en ligne).